# Malqinhu
Malqinhu (chinesisch 瑪拉沁夫, * 1930 in Heichengzi, Provinz Liaoning) ist ein chinesisch-mongolischer Schriftsteller.

## Leben
Malqinhu wurde als Kind mongolischer Eltern geboren. Er schloss sich im Jahr 1945 der von der Kommunistischen Partei Chinas geführten 8. Armee an. 1946 wurde er Mitglied eines Kulturensembles in der Inneren Mongolei. Von 1952 bis 1954 studierte er in Peking am Zentralen Literaturinstitut. Danach war er als Propagandist wieder in der Inneren Mongolei tätig.
Bereits seit Anfang der 1950er Jahre betätigte er sich auch als Schriftsteller, erhielt jedoch 1964 Schreibverbot. 1966 wurde er für mehrere Jahre inhaftiert, 1976 dann jedoch nach Ende der Kulturrevolution rehabilitiert. Zumindest in den 1980er Jahren war er stellvertretender Vorsitzender des Schriftstellerverbandes der Inneren Mongolei.
Er schrieb Erzählungen, Romane und Filmszenarien.

## Werke (Auswahl)
- Keerqin caoyuan de renmen, Erzählung, 1951 (1952 verfilmt)
- Mangmang de caoyuan, Roman, 1957 (1958 verfilmt)